# Archidiocèse de Johannesburg
L'archidiocèse de Johannesburg (latin : Ioannesburgum) est le siège métropolitain de la province ecclésiastique catholique romaine de Johannesburg en Afrique du Sud.

## Historique
Le 4 juin 1886, la préfecture apostolique du Transvaal est établi à partir de territoires du vicariat apostolique du Natal. Il est promu vicariat apostolique le 16 septembre 1904.
Il perd ensuite une partie de son territoire pour établir en 1910 la préfecture apostolique du Nord Transvaal et en 1923 la préfecture apostolique de Lydenburg.
Le 9 avril 1948, il devient le vicariat apostolique de Johannesburg. Il est promu diocèse de Johannesburg le 11 janvier 1951 et devient alors suffragant de l'archidiocèse de Pretoria. Il perd une dernière fois du territoire en 1965 pour établir la préfecture apostolique de l'Ouest du Transvaal.
Le 5 juin 2007, il est élevé archidiocèse métropolitain. Il a alors pour suffragants les diocèses de Klerksdorp, Manzini et Witbank.
En septembre 1995, le diocèse reçoit la visite du pape Jean-Paul II, alors en tournée sur tout le continent africain.

## Églises particulières
- Le siège de l'archidiocèse est la cathédrale du Christ-Roi à Johannesburg.
- Église catholique Regina Mundi à Moroka Soweto.

## Évêques et archevêques
- Vicaires apostoliques du Transvaal 
  - William Miller, OMI (17 septembre 1904 – 2 mai 1912)
  - Charles Cox, OMI (15 juillet 1914 – 14 juillet 1924)
- Vicaires apostoliques de Johannesburg
  - David O'Leary, OMI (13 mai 1925 - 25 novembre 1950)
  - William Patrick Whelan, OMI (25 novembre 1950 – 11 janvier 1951, voir ci-dessous )
- Évêques de Johannesburg
  - William Patrick Whelan, OMI ( voir ci-dessus 11 janvier 1951 - 18 juillet 1954), nommé archevêque de Bloemfontein
  - Hugh Boyle (18 juillet 1954 – 24 janvier 1976)
  - Archevêque (à titre personnel) Joseph Patrick Fitzgerald, OMI (24 janvier 1976 – 2 juillet 1984)
  - Reginald Joseph Orsmond (2 juillet 1984 – 19 mai 2002)
  - Archevêque (à titre personnel) Buti Joseph Tlhagale, OMI (8 avril 2003 – 5 juin 2007, voir ci-dessous )
- Archevêques de Johannesburg
  - Buti Joseph Tlhagale, OMI ( voir ci-dessus, 5 juin 2007 - 28 octobre 2024)
  - Cardinal Stephen Brislin (depuis le 28 octobre 2024)

### Vicaire apostolique coadjuteur
- William Patrick Whelan, OMI (1948-1950)

### Évêques auxiliaires
- Peter Fanyana John Butelezi, OMI (1972-1975), nommé évêque d'Umtata
- Zithulele Patrick Mvemve (1986-1994), nommé évêque de Klerksdorp
- Reginald Joseph Orsmond (1983-1984), nommé évêque de Johannesburg
- Duncan Theodore Tsoke (2016-2021), nommé évêque de Kimberly

### Autres prêtres de ce diocèse devenus évêques
- Peter John Holiday, nommé évêque de Kroonstad en 2011
- Luc Julian Matthys (prêtre ici, 1961-1976), nommé évêque d'Armidale (Australie) en 1999
- Thomas Graham Rose, nommé évêque de Dundee en 2008

## Diocèses suffragants
- Klerksdorp
- Manzini
- Witbank

## Autres archidiocèses de l'Église catholique en Afrique du Sud
- Archidiocèse de Bloemfontein
- Archidiocèse de Durban
- Archidiocèse du Cap
- Archidiocèse de Pretoria
- Ordinariat militaire d'Afrique du Sud
  - Direction : l'archevêque Dabula Anthony Mpako nommé le 30 avril 2019.

## Source
- (en) Cet article est partiellement ou en totalité issu de l’article de Wikipédia en anglais intitulé « Roman Catholic Archdiocese of Johannesburg » (voir la liste des auteurs).